# Kabou
Kabou (Kabu) és una població de Togo, a la prefectura de Bassar, una de les set de la regió de Kara, al nord del país (però no a l'extrem nord). El seu mercat més proper és Bassari, 24 km al sud, que fou un mercat d'esclaus a l'època precolonial. La seva població actual s'estima en unes 10.000 persones (4.500 vers el 1965) de les etnies kabré i losso.
La població fou fundada al començar el segle xix per Oukpane, vingut de Kalanga, a uns 10 km a l'oest de Bassari; poc després s'hi va instal·lar el primer musulmà, Biraima, un tyokossi procedent de Sansané Mango, que se suposa que representava a l'autoritat del rei tyokossi que fins aleshores arribava a Bapure a uns 20 km a l'oest de Kabou. A Bassari hi havia un mercat on els esclaus (capturats pels tyokossi) es canviaven per objectes de ferro fabricats pels kabré de la regió de Lama Kara en la qual estava Kabou.
A Oukpane (Ukpan) el va succeir en data desconeguda Outoune (Utun) que va governar 35 anys i durant el qual l'islam es va introduir lentament; Biraima va portar el títol d'imam i el va succeir Saliya, i a la segona meitat del segle xix va pujar al tron el tercer imam Baba Toma. En aquest temps es van instal·lar refugiats de Kalanga. A Outoune el va succeir Jalaria i a aquest Karapké, germà petit d'Outoune, que fou el que va rebre els exploradors francesos Baud i Vermeersch l'abril del 1895, abans del tractat de París que va deixar Kabou en poder d'Alemanya (23 de juliol de 1897).
Els reietons pagans de Kabou que eren vassalls dels reis tyokossi de Sansané Mango havien entrar en relacions estretes amb els dagombes de Yendi, que eren musulmans; el primer convers a l'islam de l'ètnia bassari, Mama Bonfoh, fou nomenat cap per l'administració alemanya el 1914. La religió del cap va portar la d'un gran nombre d'habitants; els alemanys van afavorir els musulmans.

## Llista de reis
- Ukpan Nabassi vers 1800-1830
- Utun vers 1830-1865
- Jalaria vers 1865-1880
- Karakpe vers 1880-1897
- Cakura 1897-?
- Wassan ?
- Cabanna ?
- Kpanja ?
- Cabao ?-1914
- Mama Bonfo 1914 - 1924
- Takassi 1924-?